# Nemapogon robusta
Nemapogon robusta är en fjärilsart som beskrevs av Reinhardt Gaedike 2000. Nemapogon robusta ingår i släktet Nemapogon och familjen äkta malar. Inga underarter finns listade i Catalogue of Life.